# 桃園市公共自行車租賃系統
桃園市公共自行車租賃系統是臺灣桃園市的公共自行車租賃系統，由桃園市政府交通局規劃、微笑單車公司營運。主要設置地點包括捷運沿線車站、公共運輸場站（火車站、高鐵站、客運轉運站）、公共開放空間（機關、廣場、公有平面停車場、大型賣場、百貨業）及公園綠地（包括南崁溪、老街溪沿岸親水公園）。
桃園市政府交通局在2014年底前完成規劃，並採取分期建構方式，第一期為2015到2016年，於桃園區、蘆竹區、八德區、中壢區及平鎮區規劃設置50個站點，提供1000輛自行車。第二期為2017到2018年，於台鐵地下捷運化沿線車站及其他主要旅次吸引點，規畫設置至少80個站點及1000輛自行車。
YouBike2.0系統於2023年12月22日正式營運，YouBike1.0系統已汰換成YouBike2.0系統，YouBike1.0系統於2024年9月1日正式退場。
YouBike2.0E電輔車於2024年2月1日投入600輛營運。

## 歷史
- 2016年2月4日：位於中壢區的10個示範站點率先啟用。

## 租賃方式
YouBike微笑單車採用24小時開放的無人管理自助式服務，每個站點設有自動服務機（Kiosk），使用者可利用服務機申請加入會員、付費和租賃單車。

### 會員申請
租賃模式分為會員與非會員兩種，會員申請可在YouBike微笑單車網站、自動服務機，或服務中心完成。租賃站點的每個停車柱上都裝有多卡通感應設備，「會員」可直接持已經註冊的悠游卡或一卡通到各停車柱感應卡片後取車；「非會員」則須透過自動服務機付款後選車（付款可使用Visa/Master/JCB晶片信用卡），並在90秒內到停車柱處取出自行車。

### 費用
YouBike 微笑單車採用累進費率，會員前60分鐘內免費，未滿4小時每30分鐘新臺幣10元，4至8小時為每30分鐘20元，超過8小時為每30分鐘40元。還車後15分鐘內，不得於同站（還車站）續借。

## 站點列表
截至2025年8月19日，YouBike微笑單車在桃園市13個行政區中共設有614個站點，設點的行政區包括中壢區（136站）、桃園區（134站）、平鎮區（50站）、龜山區（76站）、八德區（53站）、蘆竹區（51站）、大溪區（18站）、大園區（23站）、龍潭區（27站）、楊梅區（27站）、觀音區（11站）、新屋區（5站）、復興區（3站）。